# Cuscuta globulosa
Cuscuta globulosa är en vindeväxtart som beskrevs av George Bentham. Cuscuta globulosa ingår i släktet snärjor, och familjen vindeväxter. Inga underarter finns listade i Catalogue of Life.